# Arbonga
Arbonga est un village de l'arrondissement de Banikoara dans l'Alibori dans le nord du Bénin.

La population est de 3 095 habitants en 2013 (RGPH-4).